# Джамбоно, Микеле
Микеле Джамбоно (наст. имя Микеле ди Тандео Джаванни Боно, итал. Michele Giambono; ок. 1400—1462) — итальянский художник раннего Возрождения.

## Биография
Микеле ди Тандео Джаванни Боно, известный как Джамбоно, родился в Венеции в 1400 году. Его дедушка и отец также были художниками. Женился в 1420 году. Мало что известно о его личной жизни. Джамбоно умер в Венеции в 1462 году.

## Основное творчество
Творчество Джамбоно целиком основывается на традициях поздней готики Средневековой Италии, яркими представителями которой были Якобелло Дель Фиоре и Джентиле да Фабриано, оказавшие несомненное влияние на стиль художника. Джамбоно был равнодушен к идеалам античности, в те годы уже весьма проникавшим в сознание молодых художников, в частности Якопо Беллини. До середины XIX века Джамбоно был известен в основном своей мозаикой выполненной в капелле Масколи (выстроенной в XV веке) в современной базилике Собора Св. Марка - кафедральном соборе Венеции.

## Основные работы
- Святой Хрисогон. Ок. 1440; Венеция, Церковь Сан-Тровазо
- Святой с книгой. 1552—1566; Лондон, Национальная галерея
- Распятие. 1420—1430; Венеция, Галерея Кверини Стампалья
- Полиптих Св. Иакова. Ок. 1450; Венеция, Галерея Академии,
- Христос Скорбящий. Ок. 1420—1430; Нью-Йорк, Музей Метрополитен
- Коронование Богоматери. Ок. 1448; Венеция, Галерея Академии
- Святой епископ. Оксфорд, Музей Ашмола